# Achaearanea triguttata
Achaearanea triguttata är en spindelart som först beskrevs av Eugen von Keyserling 1891.  Achaearanea triguttata ingår i släktet Achaearanea och familjen klotspindlar. Inga underarter finns listade i Catalogue of Life.